# AutoRAI

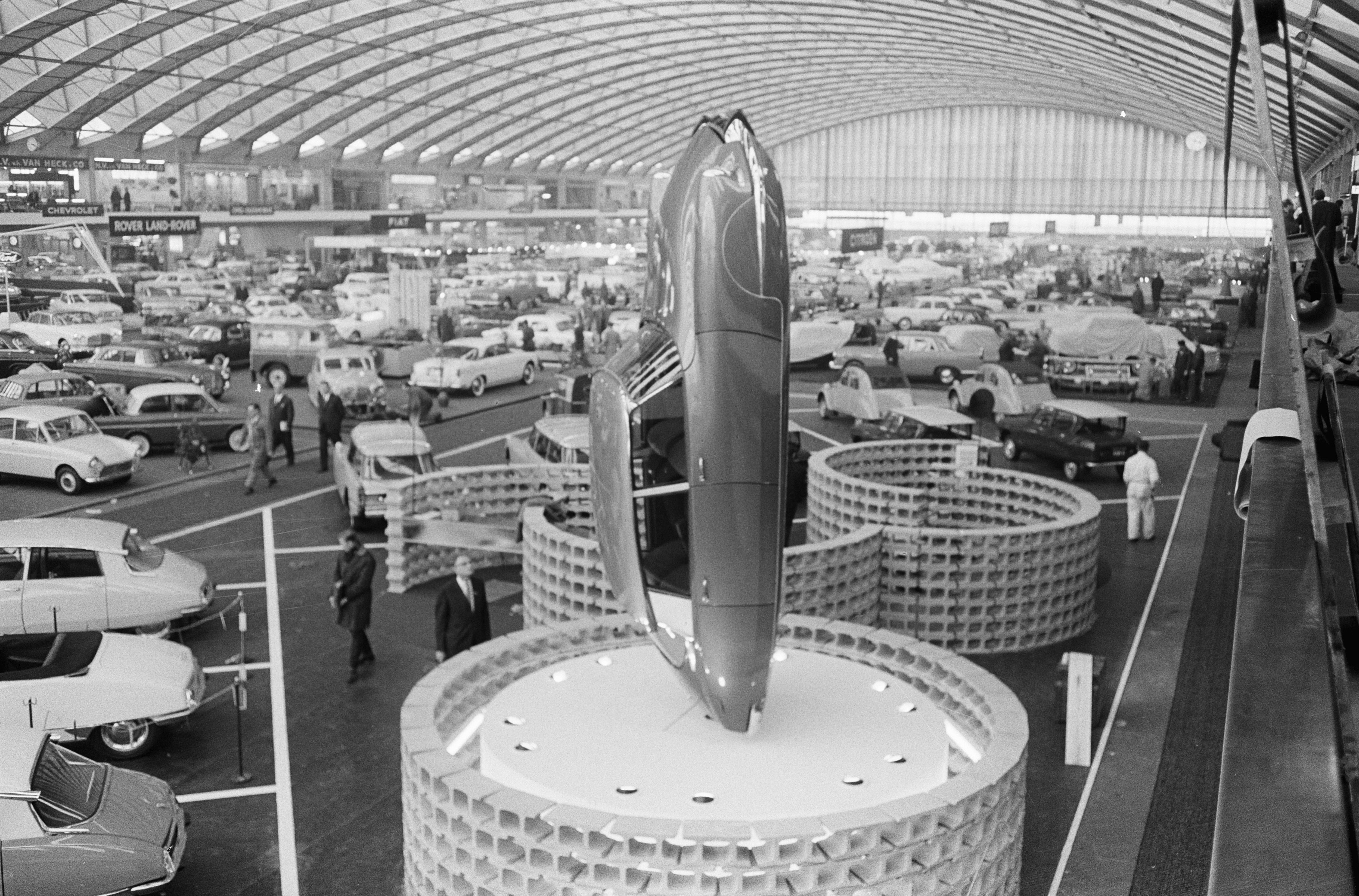
46e AutoRAI in 1963, overzicht van de grote Europahal

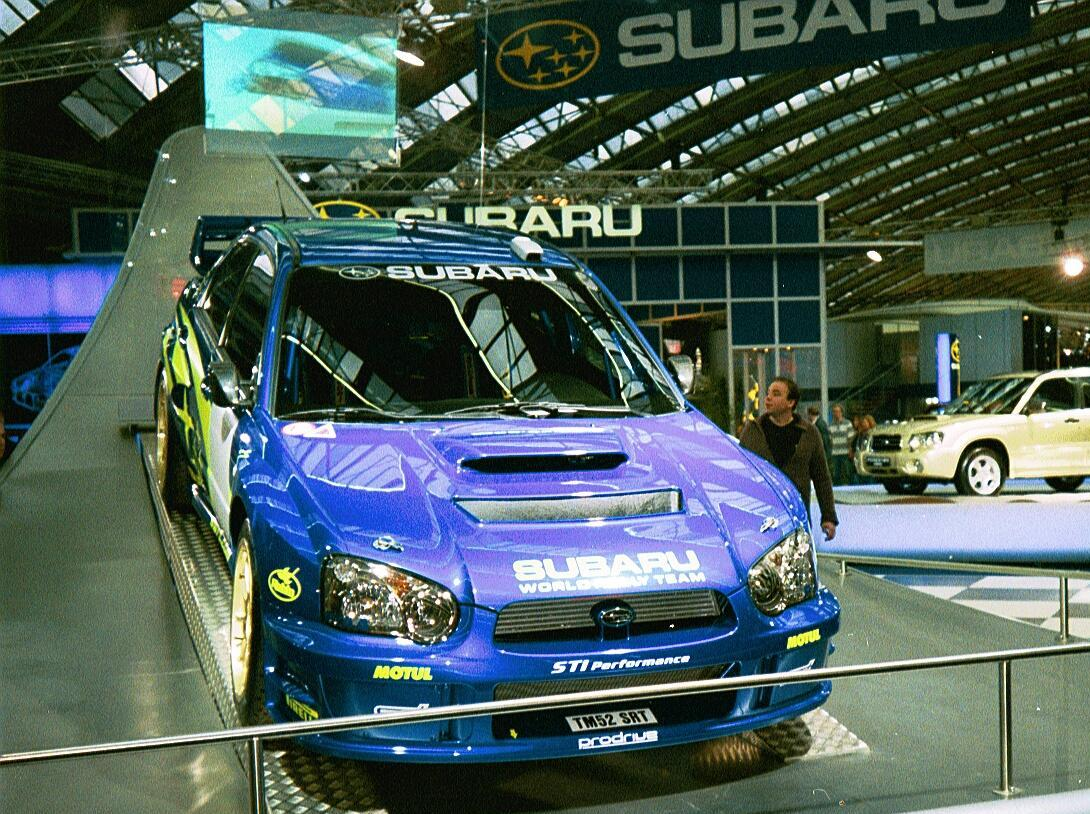
Subaru Impreza WRC op de AutoRAI 2003

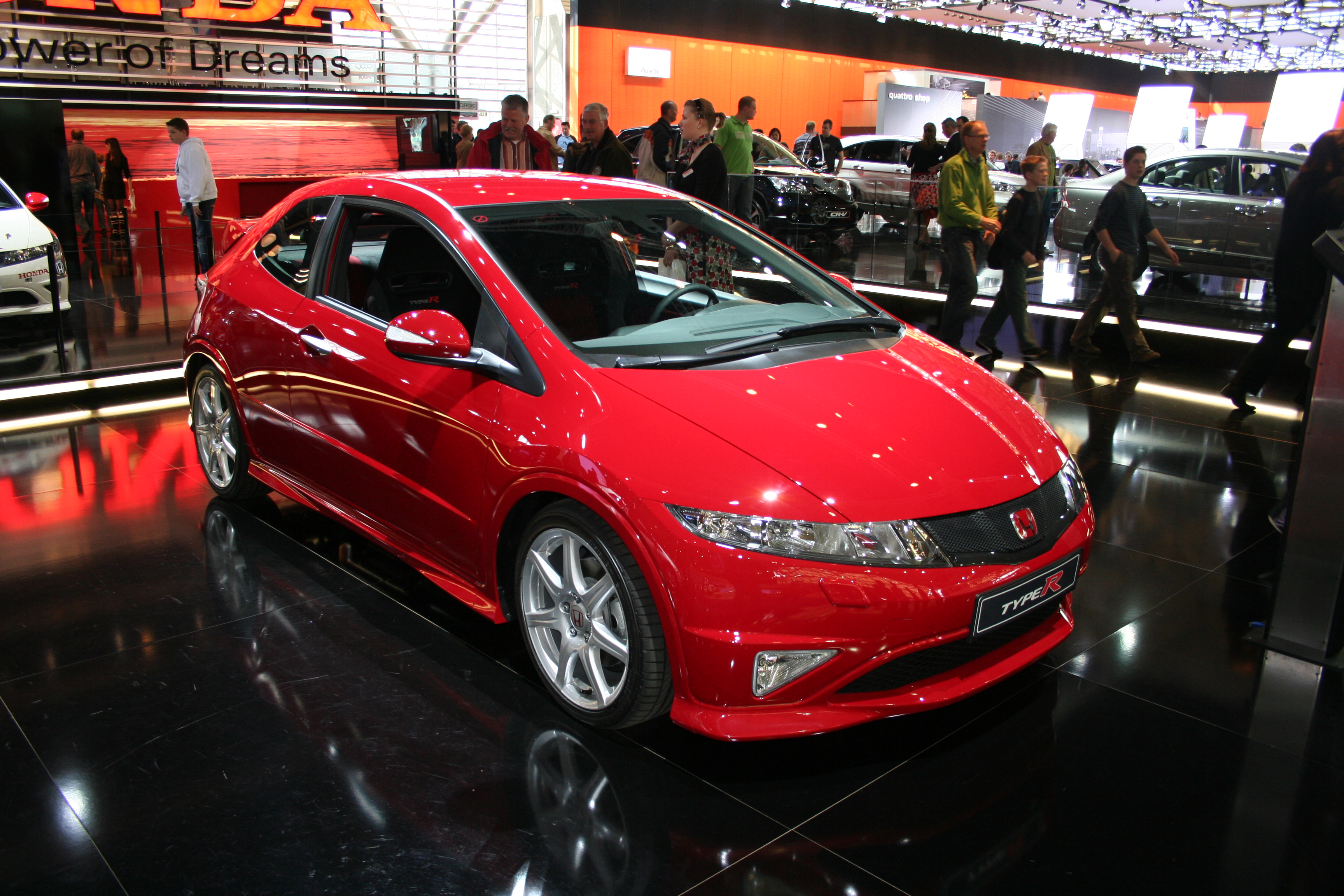
Honda Civic Type-R op de AutoRAI 2007

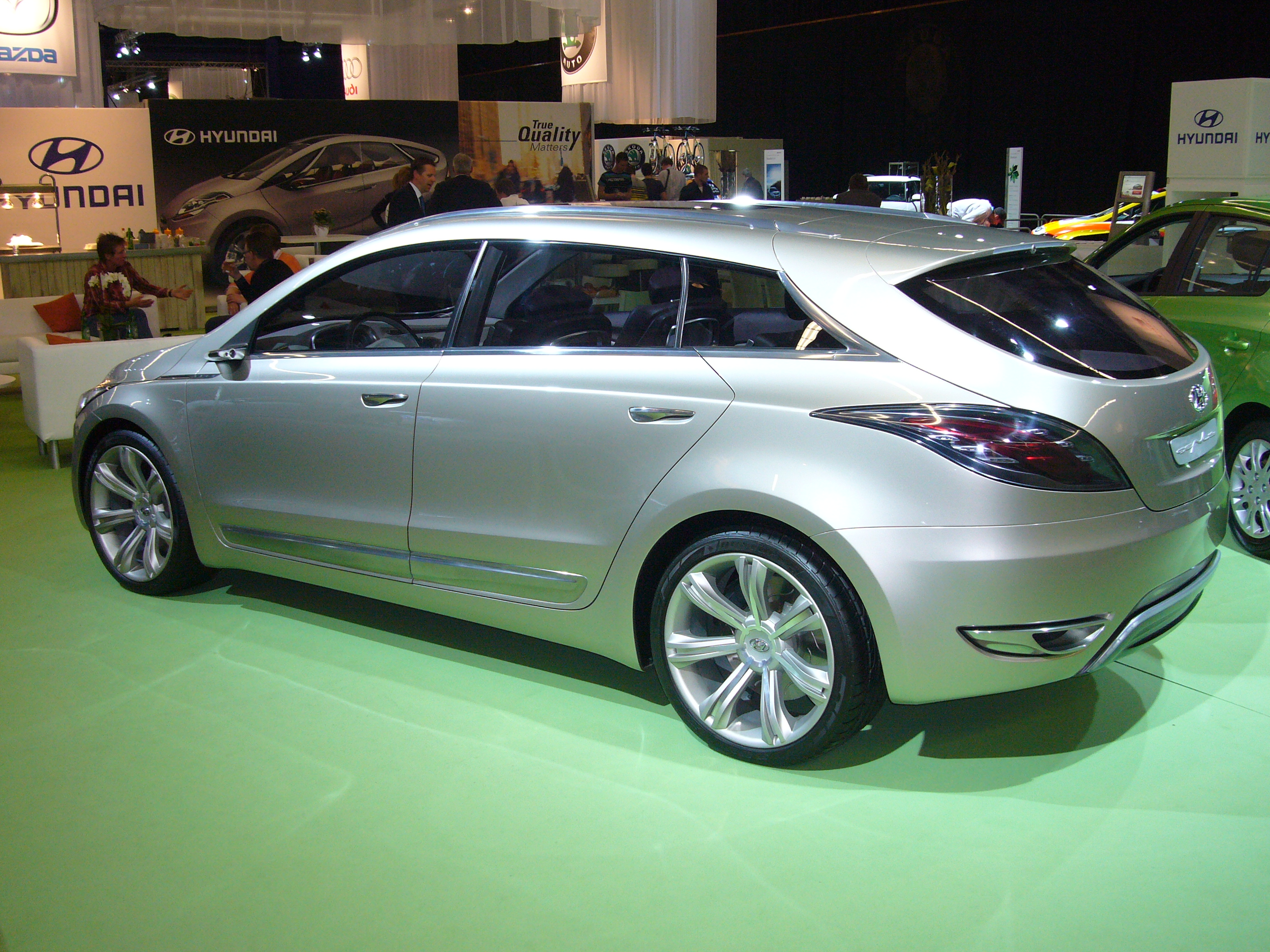
Hyundai Genus Concept op de AutoRAI 2009

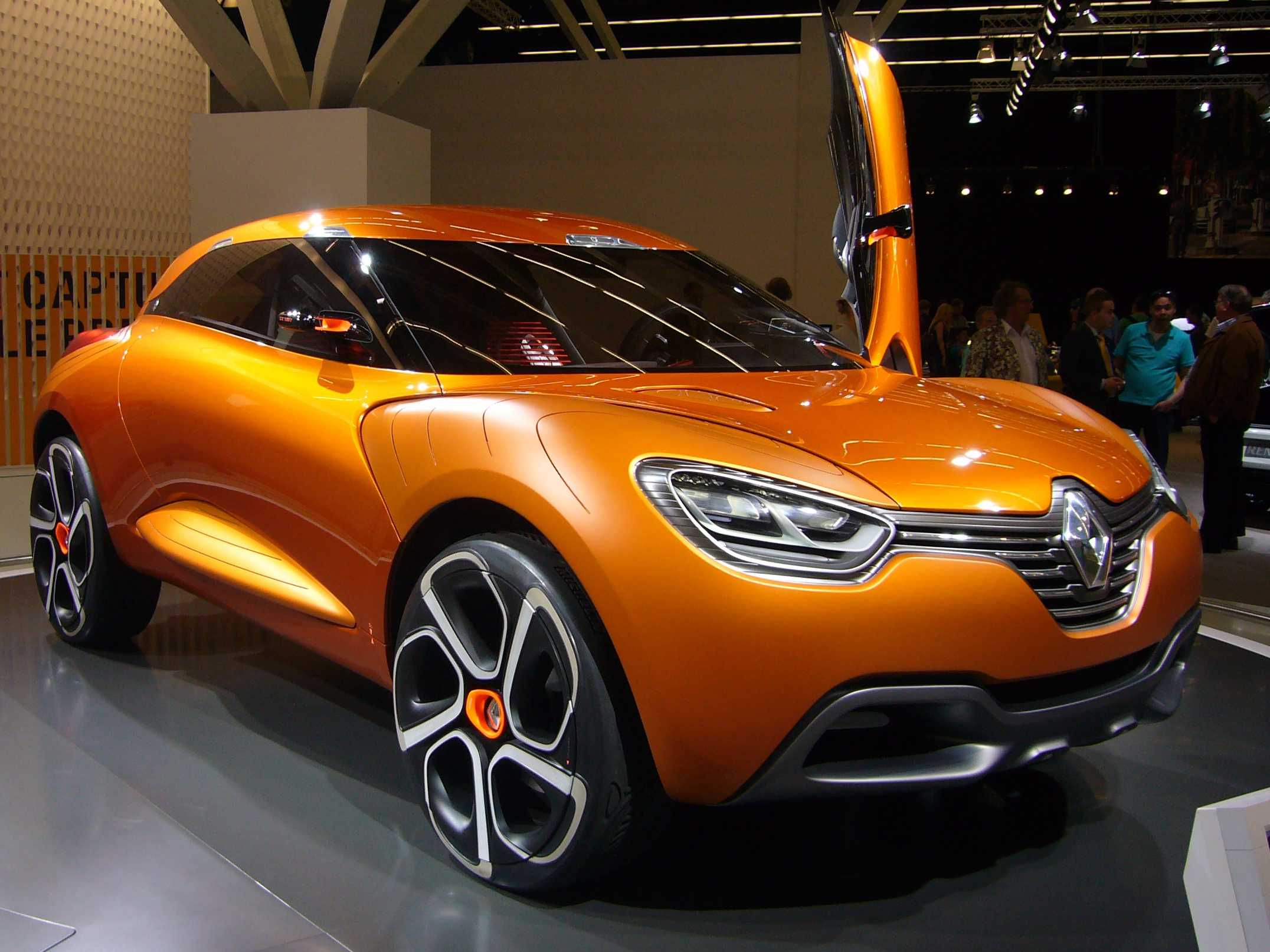
Renault Captur Concept op de AutoRAI 2011

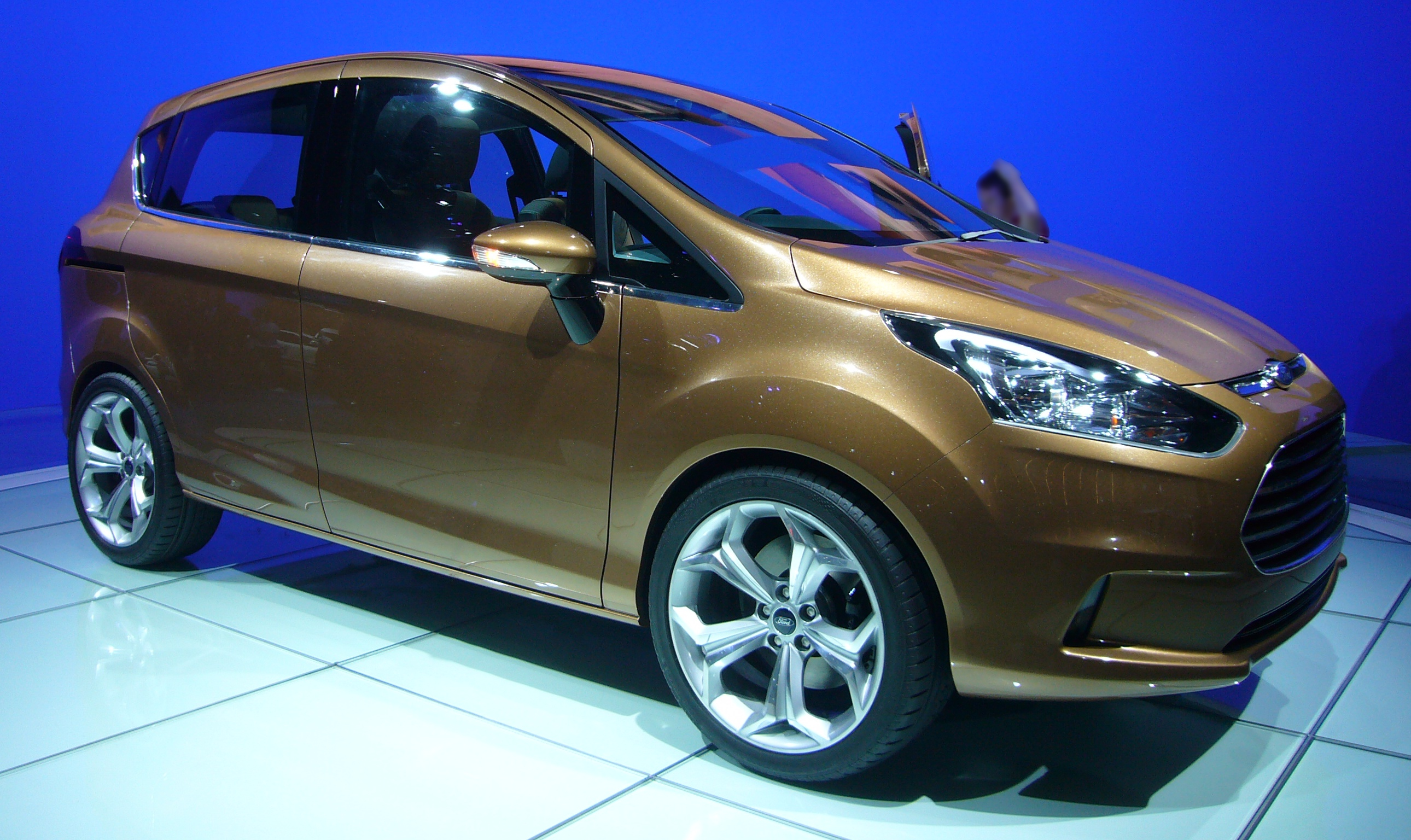
Ford B-MAX Concept op de AutoRAI 2011

De AutoRAI was een tweejaarlijkse autobeurs in het Amsterdamse RAI-complex. De geschiedenis van de AutoRAI gaat terug tot in 1895, toen de in 1893 opgerichte Vereniging 'De Rijwiel Industrie' (RI) de eerste Rijwieltentoonstelling met vooral fietsen hield. In 1900 kwam de auto-industrie erbij en zo ontstond de Vereniging Rijwiel & Automobiel Industrie (RAI).
Al op 16 maart 1899 stonden de eerste automobielen officieel op de RI-tentoonstelling, in een zijzaaltje weliswaar, maar ze stalen de show. Deze had in die tijden plaats in het Paleis voor Volksvlijt, tot 1913: de organisatie vond het paleis te duur geworden. In 1922 volgde pas de volgende editie van de autotentoonstelling, toen een eigen, in principe tijdelijk pand werd geopend aan de Ferdinand Bolstraat. Doordat in 1929 het Paleis voor Volksvlijt afbrandde, bleef dit pand bijna veertig jaar in gebruik. De AutoRAI vond tot en met 1960 in alle even jaren plaats en sinds de tentoonstelling in 1961 verhuisde naar het nieuwe gebouw aan het Europaplein in alle oneven jaren.
Naast de AutoRAI voor personenauto's vindt in alle oneven jaren de BedrijfsautoRAI, ook wel The European Road Transport Show (TERTS), plaats. De 2009-editie werd echter afgelast. Zowel de AutoRAI als de BedrijfsautoRAI worden georganiseerd door de RAI Vereniging. In 2012 keert de BedrijfsautoRAI terug.

## AutoRAI 2009
In 2009 werd de AutoRAI gehouden van 1 tot en met 11 april. Deze editie werd van standbouw, de belangrijkste kostenpost voor de automerken, afgezien. Hiermee konden de deelnemende automerken honderdduizenden euro's besparen. De RAI heeft als organisator van de beurs de aankleding van de verschillende hallen op zich genomen. De auto's werden niet langer per merk opgesteld, maar per segment. Er was sprake van een aantal indelingen, zoals voor compacte stadsauto's, cabriolets, auto's uit de topklasse, sportauto's en extra milieuvriendelijke auto's.
Volgens de RAI zou de nieuwe formule ook voor bezoekers in hun voordeel werken, omdat hierdoor het vergelijken van concurrerende auto's gemakkelijker wordt.
Ondanks de nieuwe opzet lieten de merken Citroën, Dacia, Daihatsu, Donkervoort, Ferrari, Honda, Infiniti, Lada, Lancia, Maserati, Mitsubishi, Nissan, Peugeot, Renault, Spyker, SsangYong en Subaru deze editie aan zich voorbijgaan. Op 23 maart 2009 werd tevens bekend dat Cadillac, Corvette en Hummer zouden ontbreken op de AutoRAI 2009. Kroymans Corporation, de importeur van deze merken, zag zich op 20 maart 2009 genoodzaakt om voor een aantal bedrijfsonderdelen surseance van betaling aan te vragen. Na overleg met de dealervereniging is desondanks besloten om auto's van zes dealers te betrekken.
De eerste zes dagen van de AutoRAI 2009 zijn er bijna 120 duizend bezoekers op de beurs afgekomen. In 2007 stond de tussenstand na zes dagen nog op 180 duizend. De verwachte eindstand was minstens 270 duizend bezoekers, terwijl in 2007 de autobeurs nog 400 duizend bezoekers trok.
Uiteindelijk heeft de AutoRAI 2009 slechts 220.000 bezoekers getrokken.

## AutoRAI 2011
De AutoRAI 2011 vond plaats van 12 tot en met 23 april. Volgens de organisatoren was 90% van de markt (47 merken) aanwezig. Cadillac, Daihatsu, Honda, Maserati, Maybach, McLaren, Morgan, Nissan, SsangYong, Subaru, Suzuki, Toyota en Westfield zijn niet aanwezig. Na de experimentele opzet van 2009 met segmentindelingen bestond de AutoRAI 2011 weer uit merkenstands en viplounges en er stonden meer dan 100 Nederlandse primeurs. De organisatie had verwacht deze editie 350.000 bezoekers te trekken. Uiteindelijk bleken dat er slechts 270.348, de organisatie en deelnemers zijn echter tevreden.

## BedrijfsautoRAI 2012
Voor het eerst sinds 2007 vond van 17 tot en met 21 april 2012 de BedrijfsautoRAI weer plaats. De BedrijfsautoRAI vond in 2009 geen doorgang door de financiële crisis. De beurs, die zich primair op de nationale markt richt, is gehouden in het Europacomplex van de RAI en compacter van opzet dan de 2007-editie. Ook is het aantal beursdagen ingeperkt van 8 naar 5. De beursvloer was ingedeeld in vier segmenten: zware bedrijfswagens, lichte bedrijfswagens, speciale voertuigen en onderdelen en accessoires. In navolging van de AutoRAI 2011 kreeg de BedrijfsautoRAI 2012 ook een buitenpark. 85% van het beursoppervlak was in januari 2012 reeds volgeboekt. Alle grote vrachtwagenfabrikanten op de Nederlandse markt, namelijk DAF, Iveco, MAN, Mercedes-Benz, Renault Trucks, Scania en Volvo Trucks, waren net als Mitsubishi Fuso aanwezig. Ruim de helft van alle bestelautomerken liet echter verstek gaan, waaronder Citroën, Dacia, Fiat, Hyundai, Isuzu, Mitsubishi, Nissan, Peugeot en Toyota. Wel aanwezig waren Ford, Iveco, Mercedes-Benz, Opel, Renault en Volkswagen. De BedrijfsautoRAI 2012 trok 46.690 bezoekers, terwijl dat er in 2007 nog ruim 149.000 waren. Dat aantal lag echter in de lijn der verwachtingen van de organisatie, die stelt dat de 2007-editie internationaler van opzet was dan die van 2012. De 2012-editie omvatte slechts 60% van de oppervlakte van 2007 en telde half zoveel beursdagen.

## AutoRAI 2013
De AutoRAI 2013 was gepland van 2 tot en met 14 april 2013. In november 2012 werd bekend dat de AutoRAI van 2013 niet doorgaat vanwege de economische crisis en te weinig aanmeldingen van autoimporteurs. Dit is de eerste keer in haar bestaan dat het evenement niet doorgaat.

## AutoRAI 2015
In 2015 keerde de AutoRAI na vier jaar stilte terug. De AutoRAI vond plaats van 17 tot en met 26 april.

## Bezoekersaantallen
Het aantal bezoekers op de AutoRAI van editie 1907, 1931, 1956 tot en met 1963, 1969 tot en met 1983 en 1995 tot en met 2011:

## Wereldprimeurs & Europese primeurs
1948
- Gatso 4000 Aero Coupé
- Land Rover Series 1

1958
- DAF 600

1963
- DAF 33 Combi

1965
- Alfa Romeo Giulia Sprint GTA

1967
- Ford Cortina Estate
- Pontiac Firebird

1981
- Suzuki Alto

1983
- Honda Prelude
- Opel Tech 1 concept wagen

1985
- BMW M5
- Max Roadster
- Renault Alpine GTA

1987
- Ford Sierra sedan
- Hyundai Pony 3-deurs
- Opel Omega 3000
- Mazda 929
- Nissan Micra 5-deurs

1991
- Audi 100
- De Tomaso Pantera facelift
- Fiat Croma facelift
- Hyundai Lantra
- Lancia Dedra Turbo/Integrale
- Maserati 222 SR
- Max Pick-Up
- Škoda  Favorit Estate (Forman)
- Yue Loong Feeling

1993
- Mitsubishi Galant hatchback
- Peugeot 306
- Toyota Carina
- Volvo 850 Estate

1995
- Daihatsu Cuore
- Daihatsu Valéra
- Ford Escort facelift
- Ford Galaxy
- Mitsubishi Carisma
- Rover 100 facelift
- Rover 600 620 Di
- Suzuki Baleno 3-deurs
- Volkswagen Sharan

1997
- BMW 5-serie Touring
- Jeep Cherokee 2.5 TD
- Jösse Car Indigo 3000
- Mazda 323P
- Mercedes-Benz CLK
- Mitsubishi Galant

1999
- Alfa Romeo 145/146 facelift
- Audi S3
- Chevrolet Alero
- Daihatsu Gran Move facelift
- Opel Vectra facelift
- Porsche 911 (996) GT2
- Renault Mégane Break

2001
- Mercedes-Benz C-klasse Combi
- Mercedes-Benz C-klasse C 32 AMG
- Mercedes-Benz SLK 32 AMG
- Spyker C8 Laviolette
- Suzuki Grand Vitara XL-7

2003
- Mercedes-Benz E-klasse Combi
- Mercedes-Benz SL 600
- Opel Astra 1.3 CDTi
- smart city-coupe facelift
- Toyota Yaris facelift
- Toyota Yaris Verso facelift
- Volkswagen Touran
- Volvo S80 facelift

2005
- Donkervoort D8 270 RS
- Ferrari 575M Superamerica
- Renault Laguna facelift
- Wiesmann GT

2007
- Fiat Scudo Panorama Executive B2B Concept
- Mercedes-Benz CL 65 AMG (alleen op persdag)
- Suzuki Grand Vitara Bandit Concept

2009
- Alfa Romeo MiTo Linea Rossa
- Ford Focus X Road
- Savage Rivale Roadyacht GTS
- Westfield 1600 Sport Turbo

2011
- Audi Q3[35]
- Burton Electric
- Donkervoort D8 GT 24H of Dubai
- ECE Qbee (Geely Panda)
- Focus 1.6 TDCi ECOnetic
- Isis AM01
- Jaguar XF facelift (vanaf 21 april)
- Landwind CV9
- Opel Astra GT
- Škoda  Octavia 1.4 TSI Greentech

- Polygoonjournaal uit 1923. "Tentoonstelling Auto's - Rijwielen - Motorrijwielen" in de RAI.
- Polygoonjournaal uit 1948. Automobieltentoonstelling in de RAI te Amsterdam.
- BedrijfsautoRAI in 1957. Polygoonjournaal
- De 40ste Bedrijfsauto Rai te Amsterdam (1959).
- De 42ste Auto-RAI (1960).
- De 44ste Rai-tentoonstelling van fietsen, motorrijwielen, scooters en bromfietsen in de Rai te Amsterdam (1961).
- Minister J. van Aartsen opent de Bedrijfsauto Rai te Amsterdam (1964).
- Polygoonjournaal uit 1965. De 50ste Auto-Rai te Amsterdam.
- De RAI, De Rijwiel- en Automobiel-Industrie, organiseert haar honderdste tentoonstelling (1980).